# Ixora coccinea
Ixora coccinea, conocida como geranio de la jungla, llama de los bosques, coral (en Colombia), Cruz de Malta (en Puerto Rico), coral de México (en la República Dominicana ) y llama de la jungla, es una especie de arbusto perteneciente a la familia de las rubiáceas. Es la flor oficial de la ciudad de Cúcuta, en Colombia.

## Descripción
Es un pequeño arbusto con numerosas flores de pequeño tamaño que permanecen formando umbelas compuestas durante casi todo el año. Es originaria de Asia, específicamente del sur de la India y de Sri Lanka y es muy empleada en jardinería. Entre las más de 400 especies del género Ixora, es la especie más representativa.

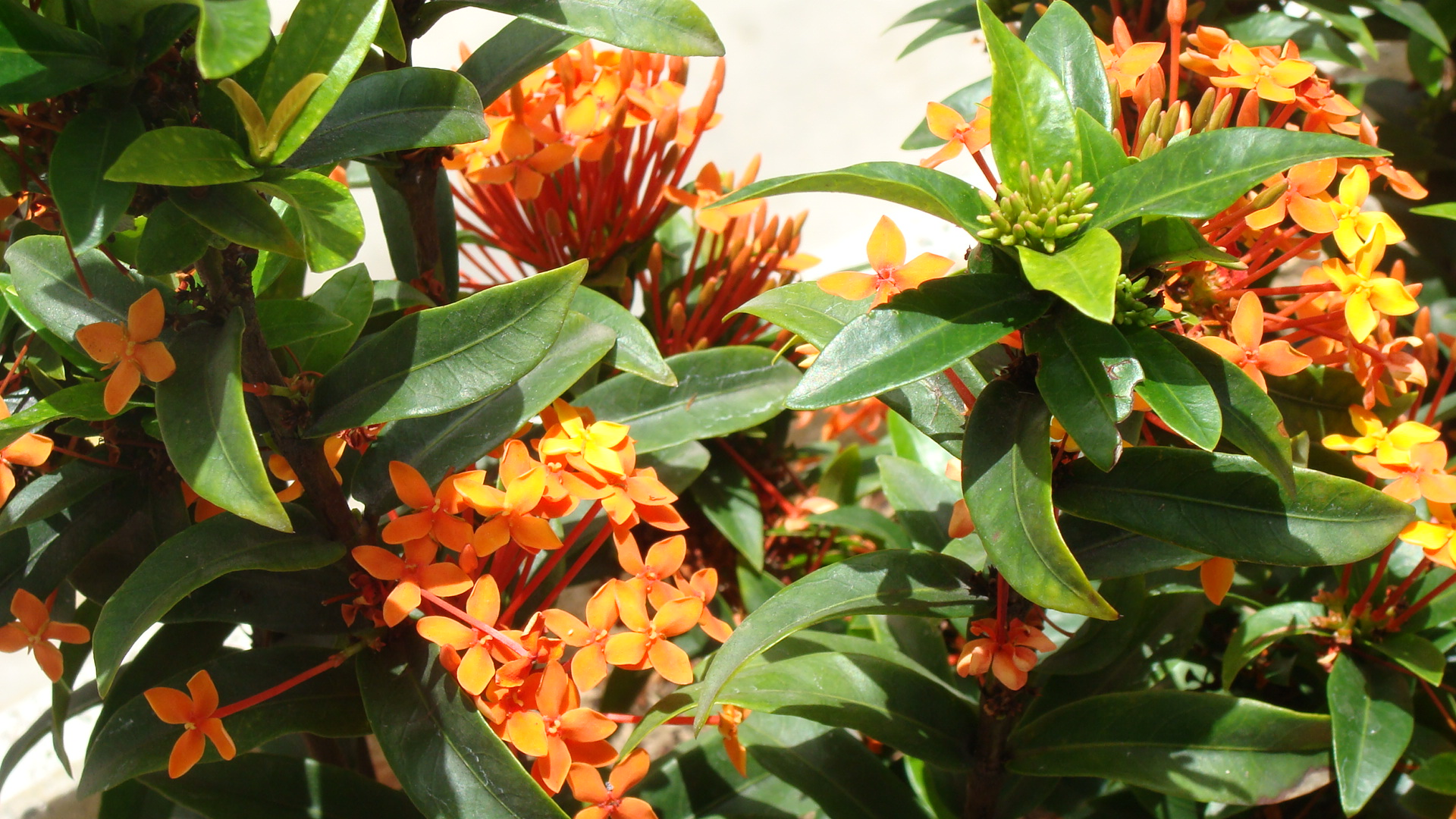
Ixora coccinea con flores.

Forma plantas ramificadas que alcanzan alrededor de 1 m o más de altura, hasta un máximo de más de 3 m en algunas variedades, con numerosos racimos de flores con un aspecto redondeado y que se extienden a veces con un diámetro que puede sobrepasar la altura. Sus hojas siempre son verdes, oblongas, brillantes, de bordes lisos y llegan a alcanzar unos 10 cm de longitud. Las flores son tubulares y varían de color según distintas variedades, siendo las más comunes las de color escarlata, y en ocasiones, amarillas blancas.

## Uso
Ixora coccinea se usa en climas cálidos como setos vivos y pantallas para dividir sectores de jardines o para formar macizos de flores abundantes también en jardines. En climas más  fríos se suele cultivar en invernaderos o en una casa muy bien iluminada. Al ser una planta muy ramificada, tolera una poda intensa, lo que la hace ideal para desarrollar setos de formas curiosas e interesantes, aunque la planta tiene un mejor aspecto cuando no se le recorta o aclara.

## Taxonomía
Ixora coccinea fue descrita por Carlos Linneo y publicado en Species Plantarum 1: 110, en el año 1753.
Sinonimia
- Pavetta coccinea (L.) Blume[2]

## Cultivares o variedades de Ixora coccinea

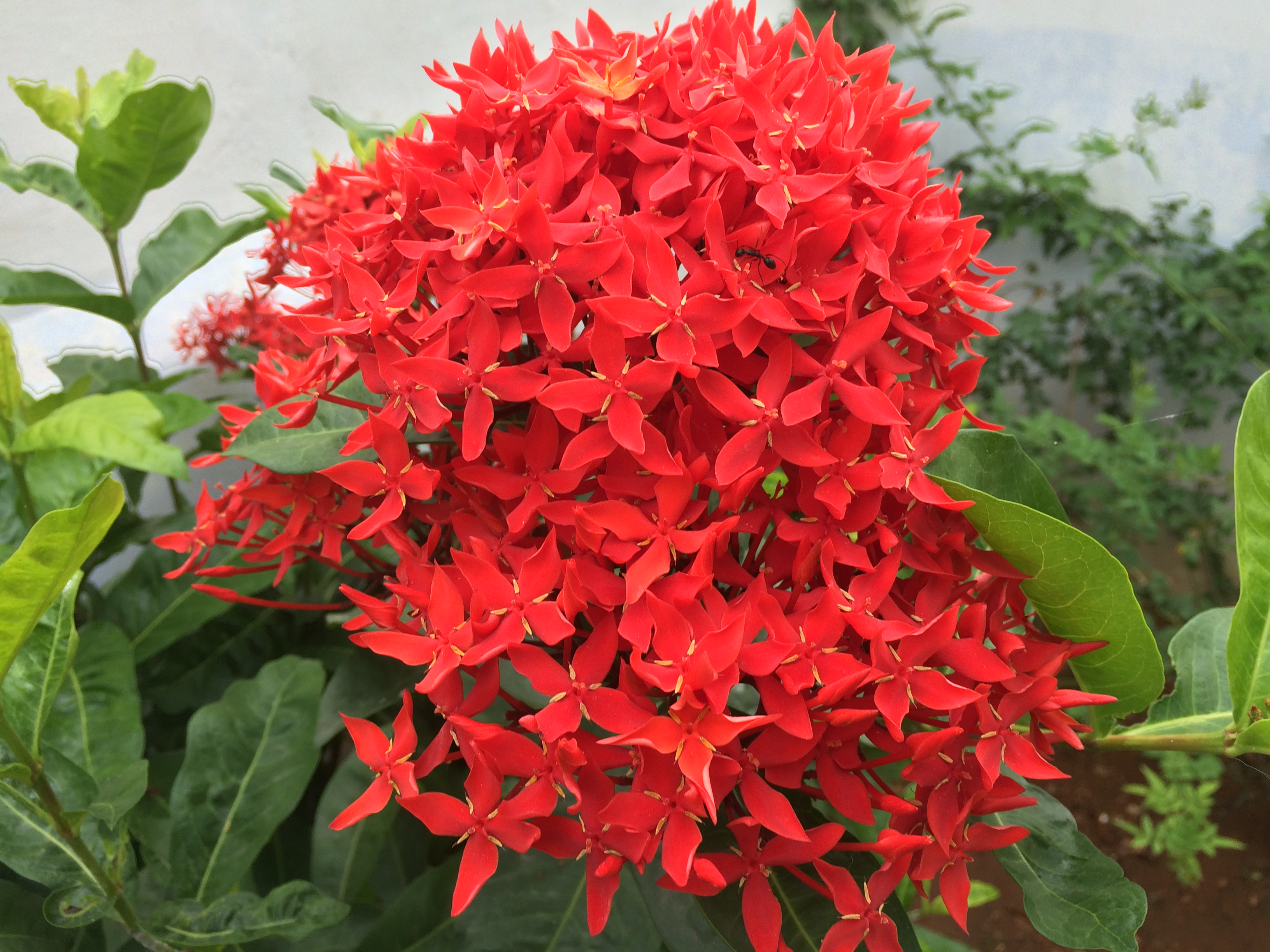
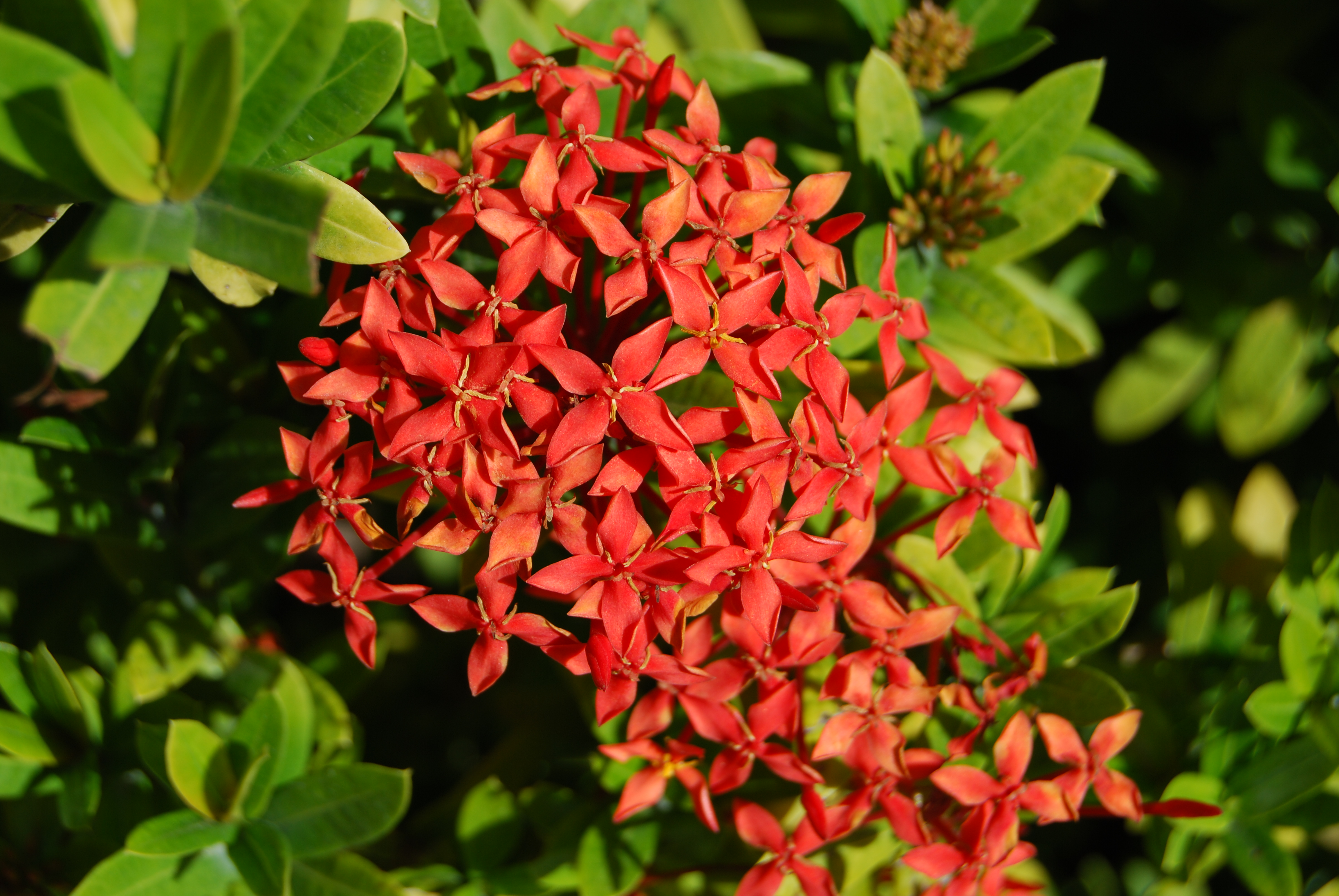
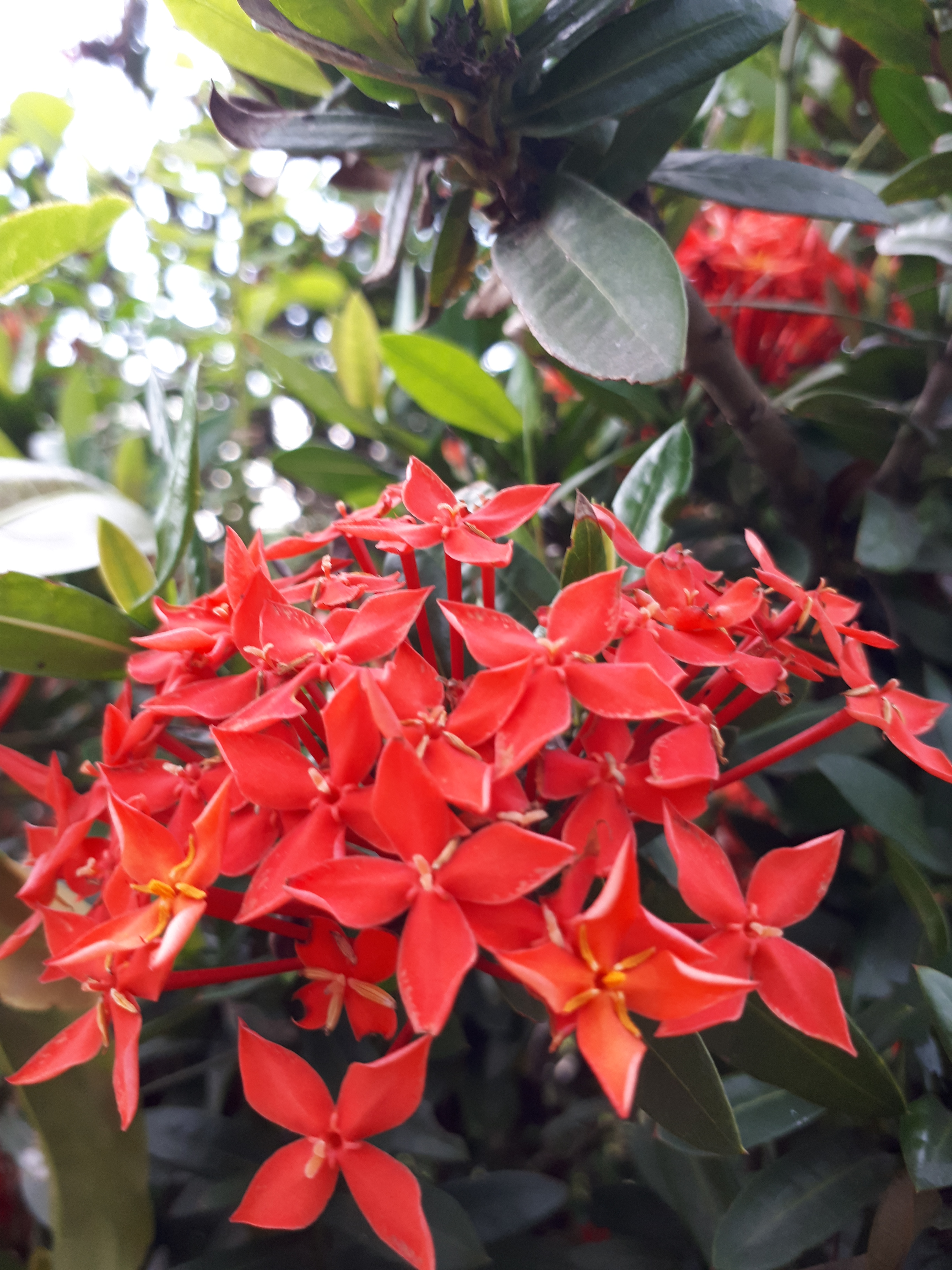
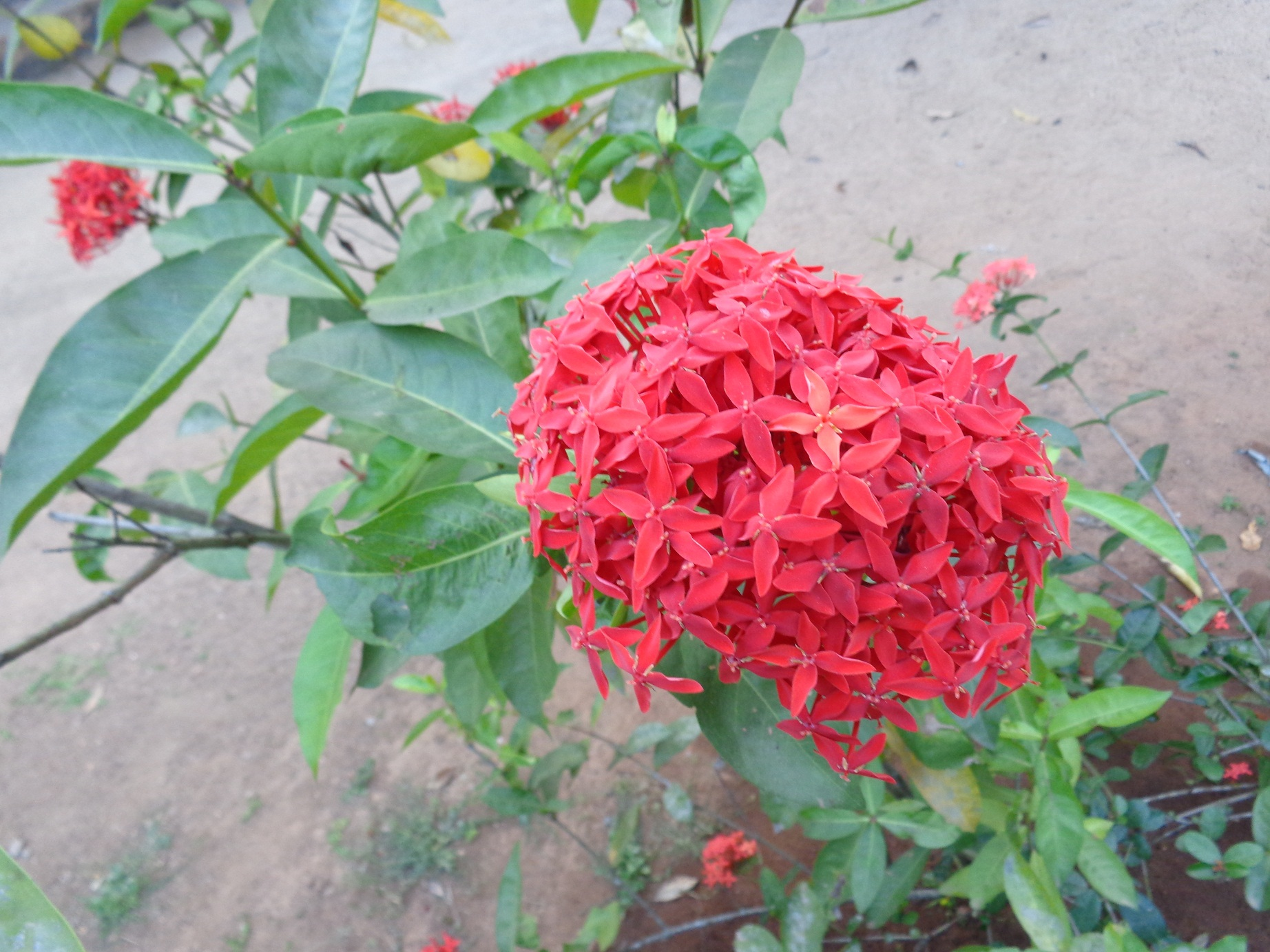
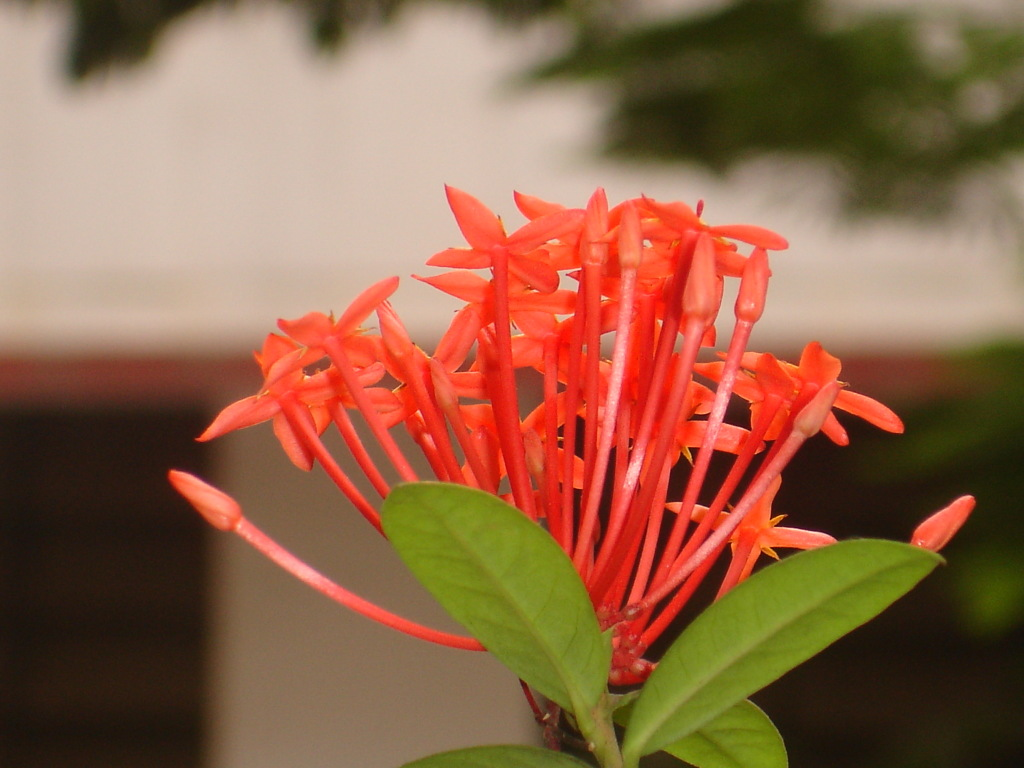
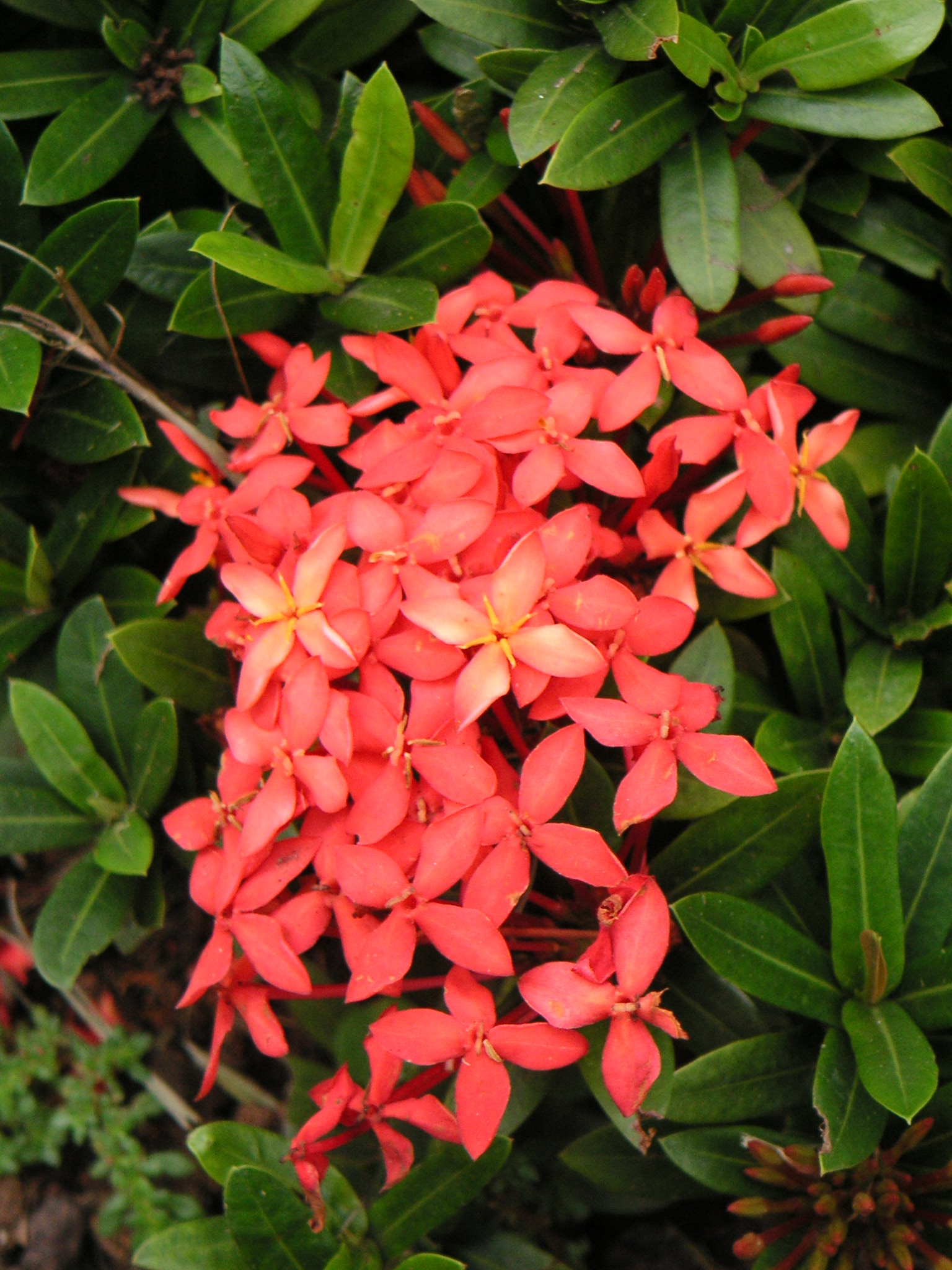
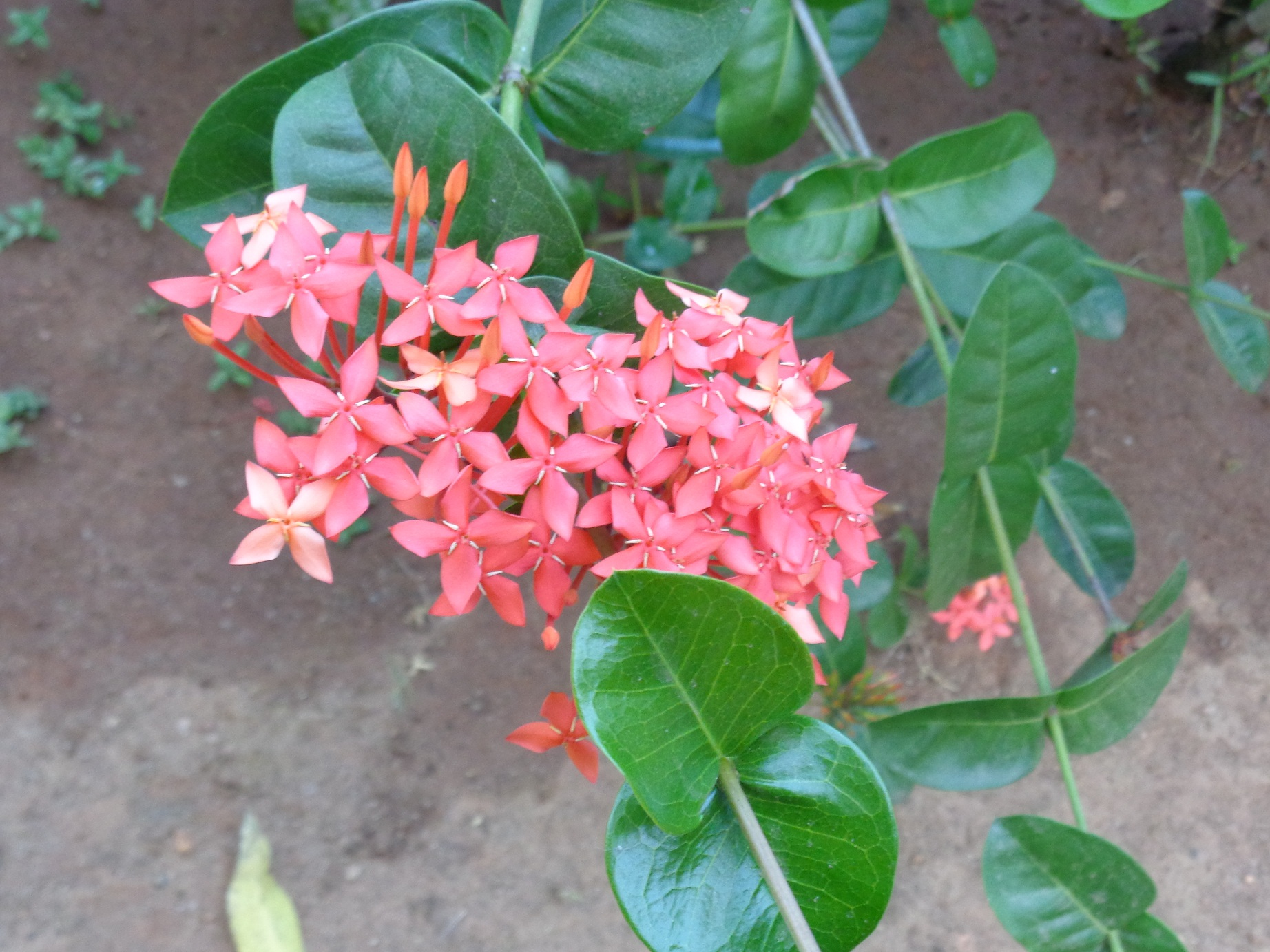
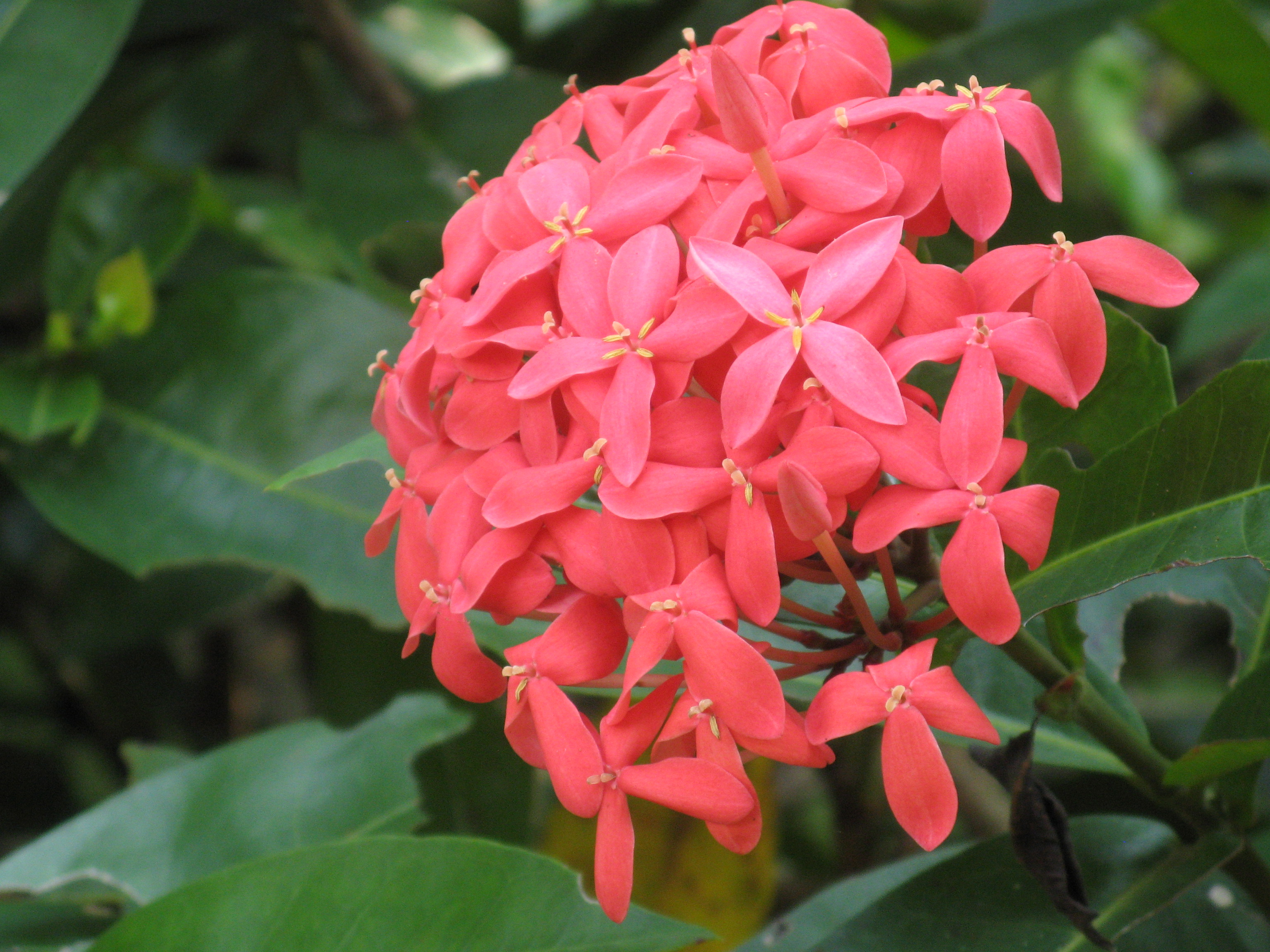
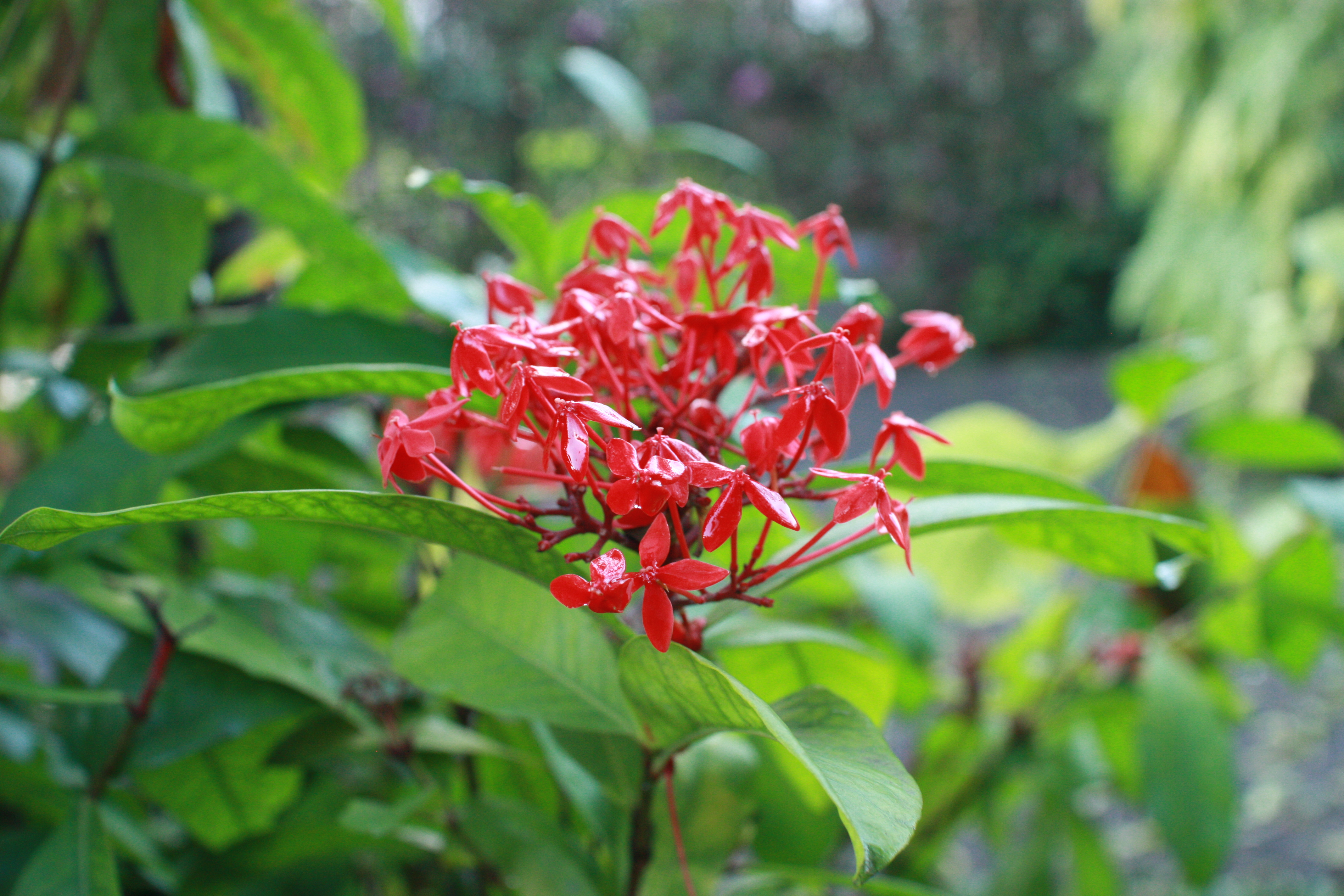
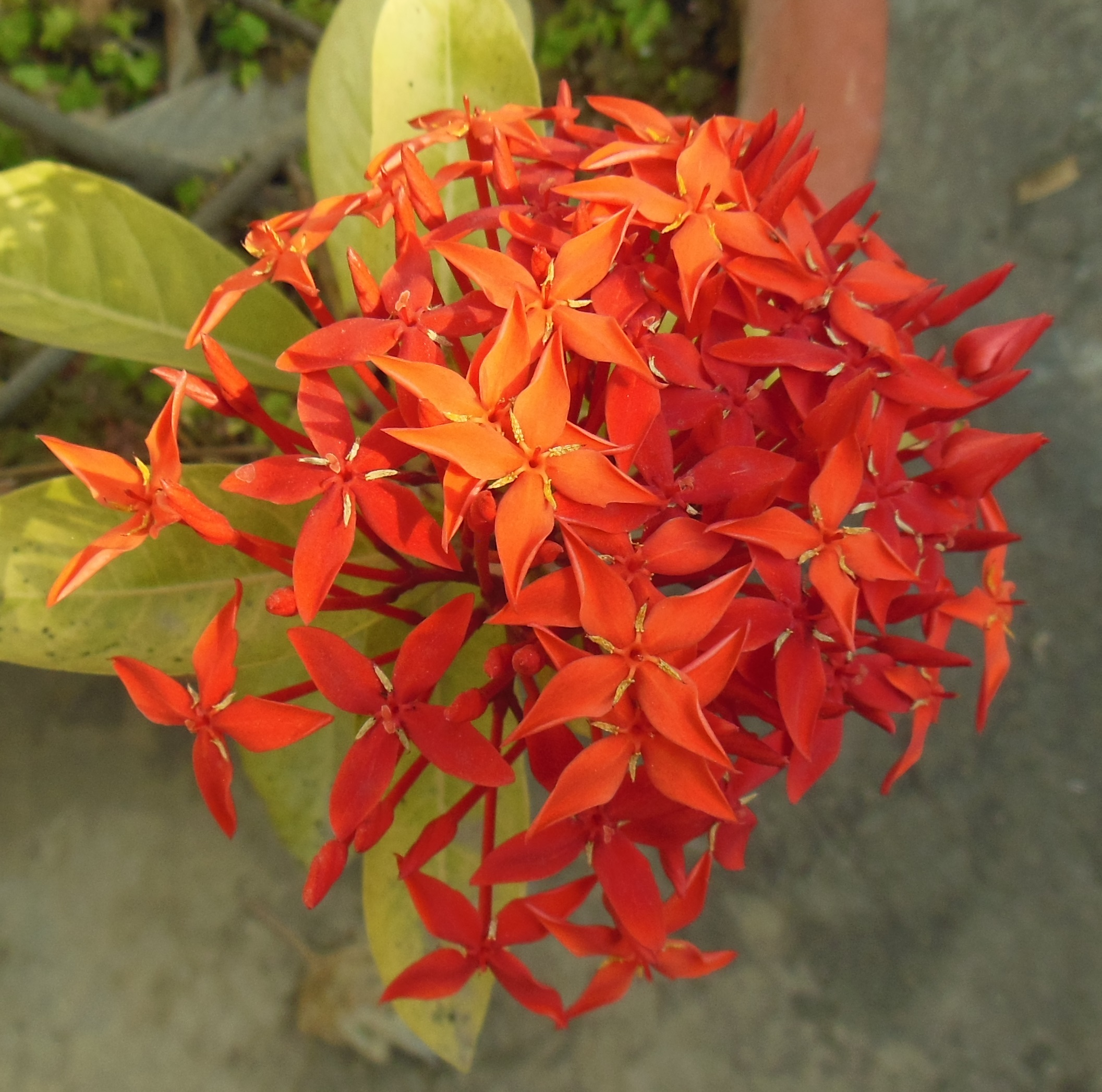
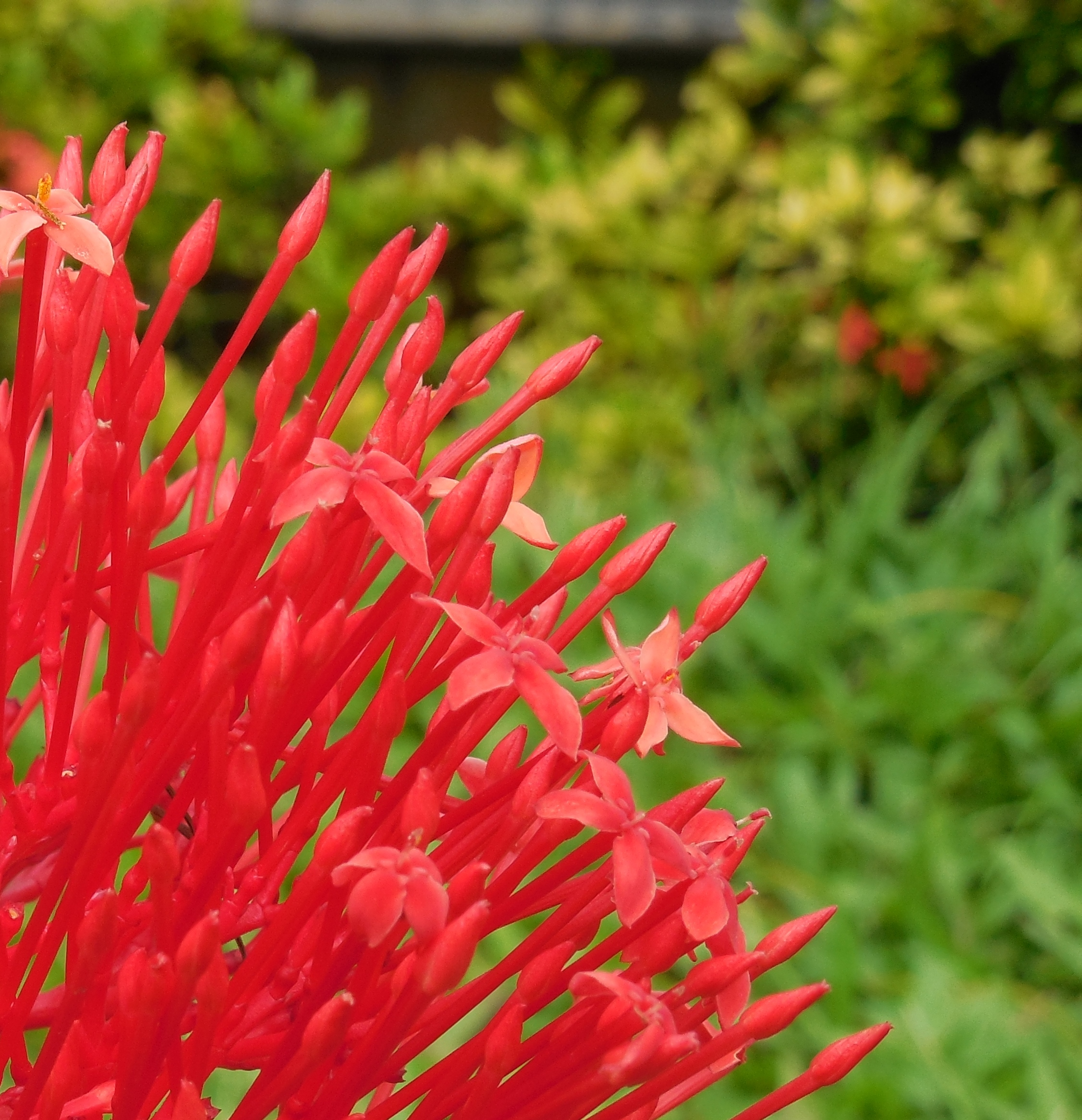
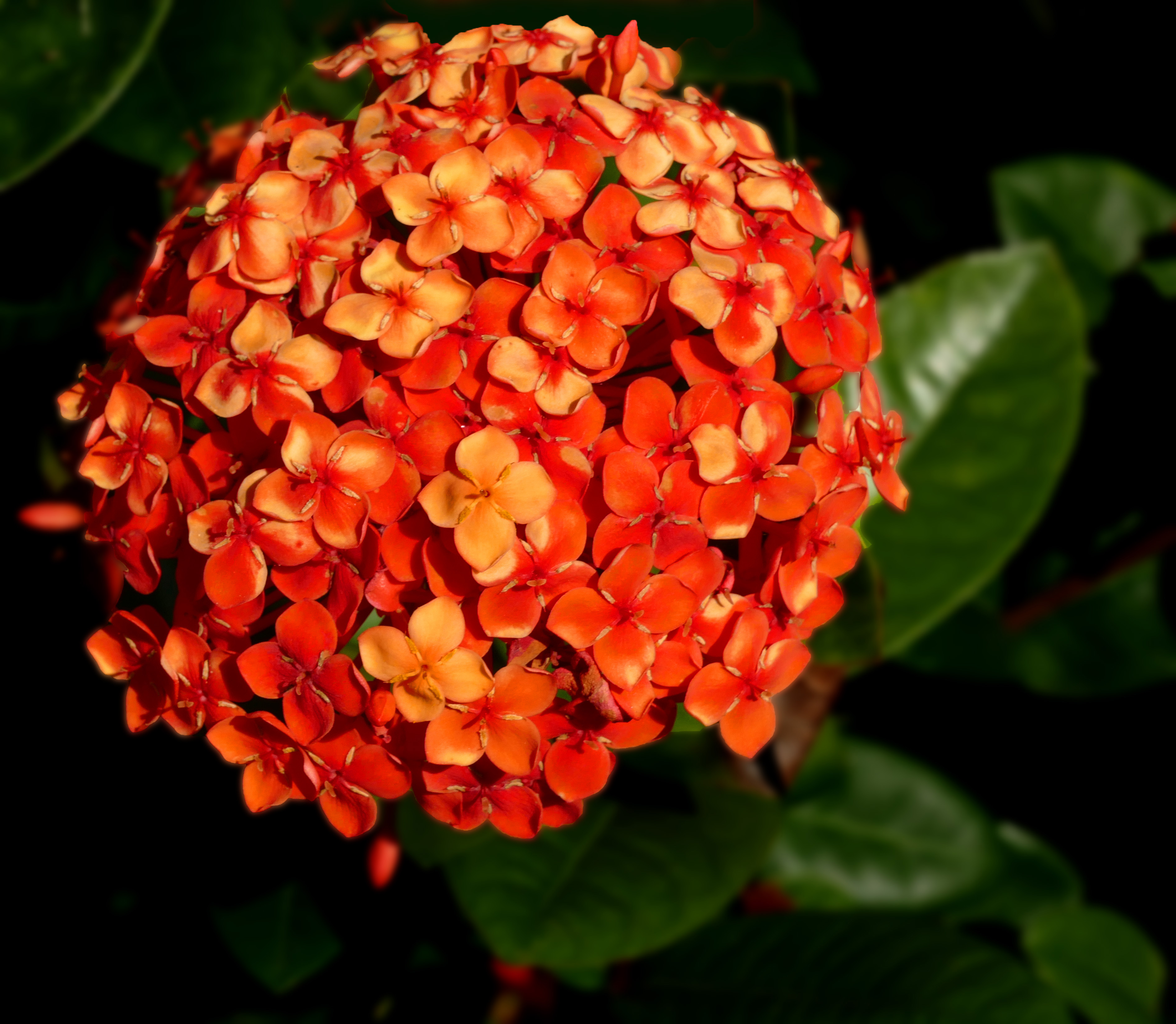
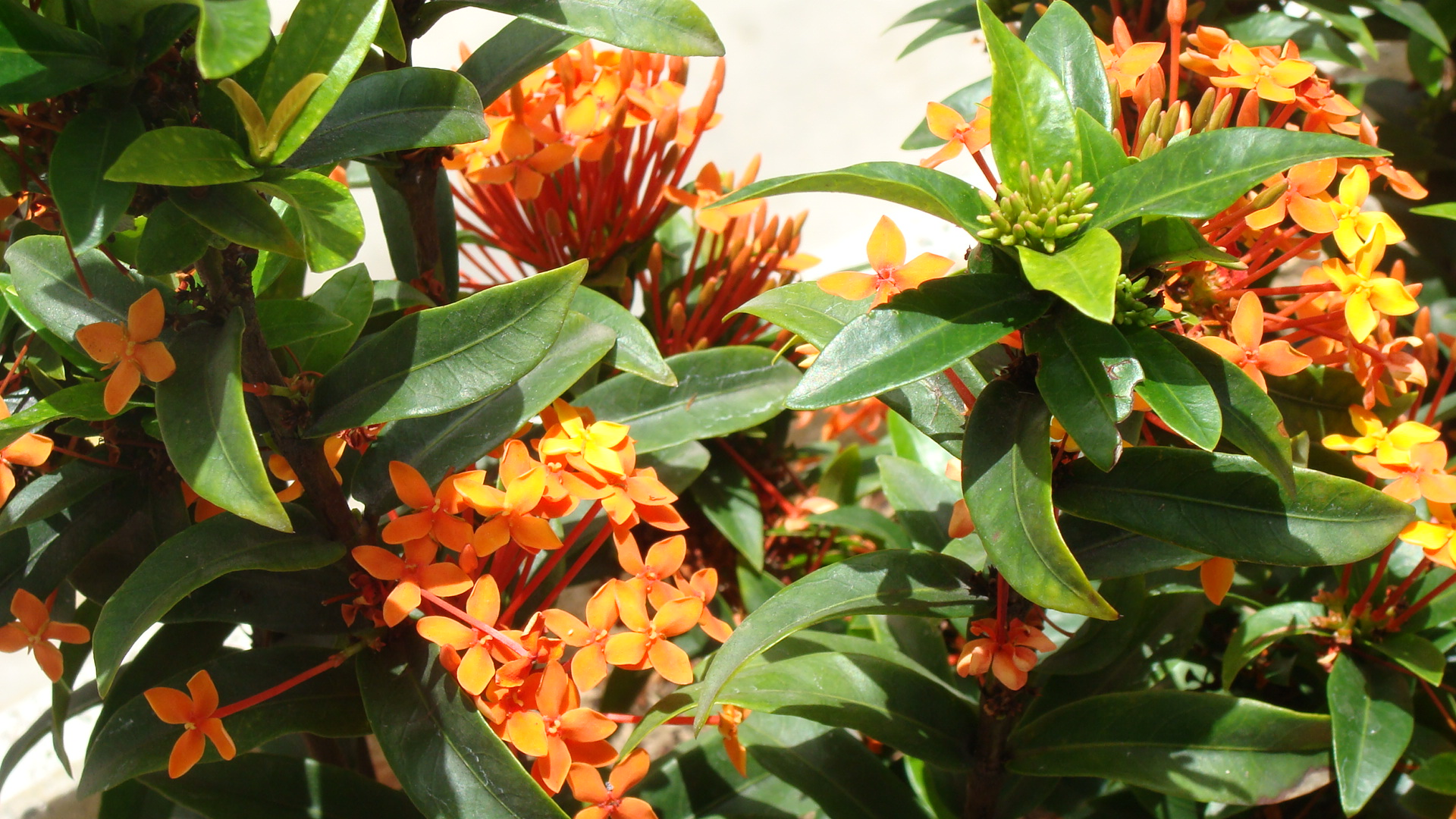
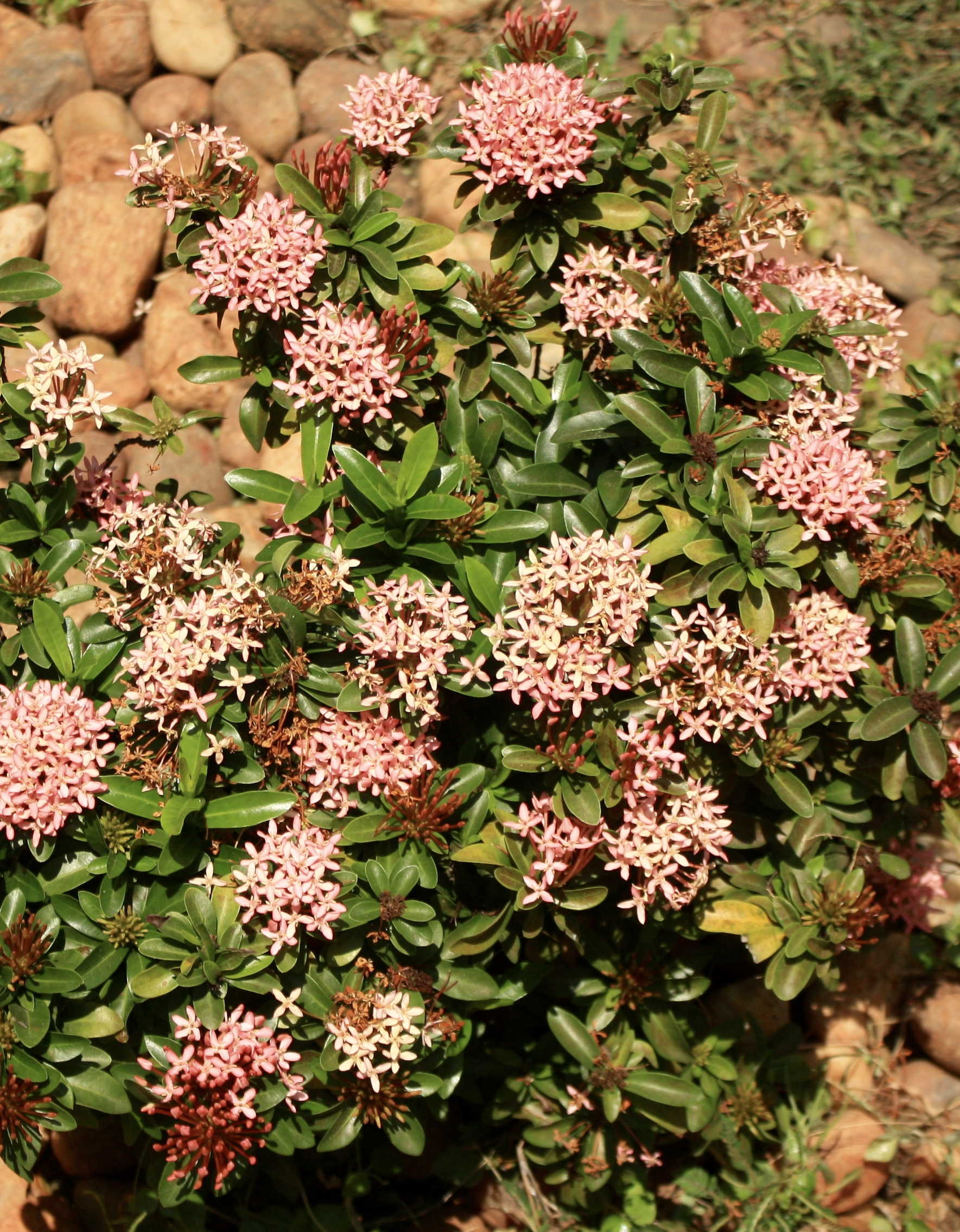